# ایزومی فوجی
ایزومی فوجی (انگلیسی: Izumi Fujii؛ زادهٔ ۲۶ ژوئن ۱۹۵۹) بازیکن هندبال اهل ژاپن بود.